# Dimuhe-Brücke
Die Dimuhe-Brücke (chinesisch 抵母河特大桥) ist eine Hängebrücke bei Liupanshui in der südwestchinesischen Provinz Guizhou. Sie führt die Autobahn Hangzhou–Ruili (G 56) bzw. deren Abschnitt zwischen Bijie und Liupanshui in einer Höhe von 360 m über die Schlucht des Dimuhe, eines Nebenflusses des Sancha He, der einer der Quellflüsse des Wu Jiang ist, eines rechten Nebenflusses des Jangtsekiang. Sie gehört zu den höchsten Brücken der Welt.
Die Schlucht liegt im Bereich des Rückstaus einer 2,5 km flussabwärts stehenden Staumauer. Bei Vollstau steigt der Wasserspiegel unter der Brücke um rund 20 m.
Die 2016 eröffnete Brücke hat in jeder Fahrtrichtung zwei Fahrbahnen und einen Pannenstreifen sowie hinter starken Stahlprofilen einen engen Gehweg für das Wartungspersonal. Sie ist angeblich 888 m lang, wahrscheinlich ist sie aber mit 906 m geringfügig länger.
Sie hat eine Spannweite von 538 m. Der 27 m breite Fahrbahnträger zwischen den Stahlbeton-Pylonen besteht aus einer stählernen Fachwerkkonstruktion mit einer Bauhöhe von 4,5 m, die mit einer orthotropen Platte abgedeckt ist.
Die Fahrbahnträger außerhalb der Pylone sind Beton-Pattenbalken, die durch Stahlbeton-Pfeiler gestützt und deshalb nicht durch Hänger mit den Tragseilen verbunden sind.
Zu Beginn der Bauarbeiten wurde für die Bauarbeiter eine mehrere Meter breite Seilbrücke über die Schlucht gebaut. Der Abstand ihrer Verankerungen neben den zukünftigen Pylonen war 510 m und der Abstand zu dem durch den Maschendraht hindurch sichtbaren Fluss betrug 270 bis 290 m. Sie wurde 2016 wieder abgebaut.